# Olympische Geschichte des Kosovo
| Gelbes Symbol für Goldmedaillen mit stilisierten Olympischen Ringen | Graues Symbol für Silbermedaillen mit stilisierten Olympischen Ringen | Braundes Symbol für Bronzemedaillen mit stilisierten Olympischen Ringen |
| ------------------------------------------------------------------- | --------------------------------------------------------------------- | ----------------------------------------------------------------------- |
| 3                                                                   | 1                                                                     | 1                                                                       |

Die olympische Geschichte des jungen, im Jahr 2008 gegründeten Staats Kosovo ist entsprechend kurz.
Im Jahr 1992 wurde das Olympische Komitee des Kosovo gegründet, welches am 9. Dezember 2014 vom Internationalen Olympischen Komitee anerkannt wurde. Der Kosovo gab sein Debüt bei den Olympischen Sommerspielen 2016.

## Geschichte
Zwischen den Olympischen Sommerspielen 1920 und den Olympischen Winterspielen 1992 traten im Kosovo geborene Athleten für das jugoslawische Team an. Bei den Sommerspielen 1992 traten die im Kosovo beheimaten Athleten mit jugoslawischer Staatsbürgerschaft unter IOC-Flagge als Unabhängige Teilnehmer an, zwischen 1994 und 2006 dann für Serbien und Montenegro.  
Im Oktober 2014 wurde Kosovo vorläufig ein Mitglied des IOC, bevor es im Dezember ein vollständiges Mitglied wurde. Nach der Aufnahme ins IOC konnte Kosovo im Sommer 2016 an den Spielen in Rio de Janeiro teilnehmen. Es traten acht Athleten an, Majlinda Kelmendi trug die Flagge des Kosovos während der Eröffnungsfeier. Am dritten Tag der Spiele gelang es ihr, die erste Goldmedaille für den Kosovo zu gewinnen.
An den Olympischen Winterspielen 2018 im koreanischen Pyeongchang nahm Albin Tahiri als einziger kosovarischer Sportler teil. Der Alpin-Skifahrer ist somit der erste Sportler, der sein Land bei Winterspielen vertrat. Bei den Olympischen Winterspielen 2022 in Peking startete neben Tahiri erstmals auch eine Frau für Kosovo: Kiana Kryeziu.
Bei den Olympischen Sommerspielen 2020 im Sommer 2021 in Tokio gewannen die Judoka Distria Krasniqi im Superleichtgewicht und Nora Gjakova im Leichtgewicht jeweils Gold. Dies waren die aufsummiert zweite und dritte Goldmedaille für das Land bei der dritten Teilnahme an den Olympischen Spielen. Kosovo beendete die Olympischen Spiele 2020 auf dem 42. Platz des Medaillenspiegels. Krasniqi konnte auch bei den Olympischen Sommerspielen 2024 in Paris eine Medaille gewinnen: das erste Silber für Kosovo.

### Jugendspiele
Der Kosovo trat zum ersten Mal in seiner Geschichte als Nation bei den Olympischen Jugendspielen in Buenos Aires 2018 an. Es nahmen fünf Athleten teil, drei Jungen und zwei Mädchen. Diese vertraten die Disziplinen Leichtathletik, Boxen und Judo. Erza Muminovic gewann die erste olympische Medaille für den Kosovo. Sie gewann Bronze im Judo.

## Allgemeine Übersicht

### Sommerspiele
| Jahr      | Athleten           | Athleten           | Athleten           | Sportarten         | Sportarten         | Sportarten         | Sportarten         | Sportarten         | Sportarten         | Sportarten         | Medaillen          | Medaillen          | Medaillen          | Medaillen          | Rang               |
| Jahr      | ∑                  |                    |                    |                    |                    |                    |                    |                    |                    |                    |                    |                    |                    | Medaillen – Gesamt | Rang               |
| --------- | ------------------ | ------------------ | ------------------ | ------------------ | ------------------ | ------------------ | ------------------ | ------------------ | ------------------ | ------------------ | ------------------ | ------------------ | ------------------ | ------------------ | ------------------ |
| 1896–2012 | nicht teilgenommen | nicht teilgenommen | nicht teilgenommen | nicht teilgenommen | nicht teilgenommen | nicht teilgenommen | nicht teilgenommen | nicht teilgenommen | nicht teilgenommen | nicht teilgenommen | nicht teilgenommen | nicht teilgenommen | nicht teilgenommen | nicht teilgenommen | nicht teilgenommen |
| 2016      | 8                  | 3                  | 5                  |                    | 2                  | 2                  | 1                  |                    | 1                  | 2                  | 1                  |                    |                    | 1                  | 54                 |
| 2020      | 11                 | 7                  | 4                  | 1                  | 5                  | 1                  |                    | 1                  | 1                  | 2                  | 2                  |                    |                    | 2                  | 42                 |
| 2024      | 9                  | 2                  | 7                  | 1                  | 5                  | 1                  |                    |                    |                    | 2                  |                    | 1                  | 1                  | 2                  | 73                 |
| Gesamt    | Gesamt             | Gesamt             | Gesamt             | Gesamt             | Gesamt             | Gesamt             | Gesamt             | Gesamt             | Gesamt             | Gesamt             | 3                  | 1                  | 1                  | 5                  |                    |

### Winterspiele
| Jahr      | Athleten           | Athleten           | Athleten           | Sportarten         | Medaillen          | Medaillen          | Medaillen          | Medaillen          | Rang               |
| Jahr      | ∑                  |                    |                    |                    |                    |                    |                    | Medaillen – Gesamt | Rang               |
| --------- | ------------------ | ------------------ | ------------------ | ------------------ | ------------------ | ------------------ | ------------------ | ------------------ | ------------------ |
| 1924–2014 | nicht teilgenommen | nicht teilgenommen | nicht teilgenommen | nicht teilgenommen | nicht teilgenommen | nicht teilgenommen | nicht teilgenommen | nicht teilgenommen | nicht teilgenommen |
| 2018      | 8                  | 3                  | 5                  | 1                  |                    |                    |                    |                    |                    |
| 2022      | 11                 | 7                  | 4                  | 2                  |                    |                    |                    |                    |                    |
| Gesamt    | Gesamt             | Gesamt             | Gesamt             | Gesamt             | 0                  | 0                  | 0                  | 0                  |                    |

### Jugend-Sommerspiele
| Jahr      | Athleten           | Athleten           | Athleten           | Sportarten         | Sportarten         | Sportarten         | Sportarten         | Sportarten         | Medaillen          | Medaillen          | Medaillen          | Medaillen          | Rang               |
| Jahr      | ∑                  |                    |                    |                    |                    |                    |                    |                    |                    |                    |                    | Medaillen – Gesamt | Rang               |
| --------- | ------------------ | ------------------ | ------------------ | ------------------ | ------------------ | ------------------ | ------------------ | ------------------ | ------------------ | ------------------ | ------------------ | ------------------ | ------------------ |
| 2010–2014 | nicht teilgenommen | nicht teilgenommen | nicht teilgenommen | nicht teilgenommen | nicht teilgenommen | nicht teilgenommen | nicht teilgenommen | nicht teilgenommen | nicht teilgenommen | nicht teilgenommen | nicht teilgenommen | nicht teilgenommen | nicht teilgenommen |
| 2018      | 8                  | 3                  | 5                  | 1                  | 1                  | 1                  | 1                  | 1                  |                    |                    | 1                  | 1                  | 83                 |
| Gesamt    | Gesamt             | Gesamt             | Gesamt             | Gesamt             | Gesamt             | Gesamt             | Gesamt             | Gesamt             | 0                  | 0                  | 1                  | 1                  |                    |

### Jugend-Winterspiele
| Jahr      | Athleten           | Athleten           | Athleten           | Sportarten         | Medaillen          | Medaillen          | Medaillen          | Medaillen          | Rang               |
| Jahr      | ∑                  |                    |                    |                    |                    |                    |                    | Medaillen – Gesamt | Rang               |
| --------- | ------------------ | ------------------ | ------------------ | ------------------ | ------------------ | ------------------ | ------------------ | ------------------ | ------------------ |
| 2012–2016 | nicht teilgenommen | nicht teilgenommen | nicht teilgenommen | nicht teilgenommen | nicht teilgenommen | nicht teilgenommen | nicht teilgenommen | nicht teilgenommen | nicht teilgenommen |
| 2020      | 2                  | 1                  | 1                  | 2                  |                    |                    |                    |                    |                    |
| 2024      | 2                  | 1                  | 1                  | 2                  |                    |                    |                    |                    |                    |
| Gesamt    | Gesamt             | Gesamt             | Gesamt             | Gesamt             | 0                  | 0                  | 0                  | 0                  |                    |

## Medaillen

### Medaillen bei den Sommerspielen
| Spiele              | Athleten                   | Gold                       | Silver                     | Bronze                     | Total                      |
| 1920–1988           | als Jugoslawien            | als Jugoslawien            | als Jugoslawien            | als Jugoslawien            | als Jugoslawien            |
| Barcelona 1992      | als IOC                    | als IOC                    | als IOC                    | als IOC                    | als IOC                    |
| 1996–2004           | als Serbien und Montenegro | als Serbien und Montenegro | als Serbien und Montenegro | als Serbien und Montenegro | als Serbien und Montenegro |
| 2008–2012           | als Kosovo                 | als Kosovo                 | als Kosovo                 | als Kosovo                 | als Kosovo                 |
| Rio de Janeiro 2016 | 8                          | 1                          | 0                          | 0                          | 1                          |
| Tokio 2020          | 11                         | 2                          | 0                          | 0                          | 2                          |
| Paris 2024          | 9                          | 0                          | 1                          | 1                          | 2                          |

### Medaillen bei den Winterspielen
| Spiele           | Athleten                   | Gold                       | Silver                     | Bronze                     | Total                      |
| 1924–1982        | als Jugoslawien            | als Jugoslawien            | als Jugoslawien            | als Jugoslawien            | als Jugoslawien            |
| 1994–2006        | als Serbien und Montenegro | als Serbien und Montenegro | als Serbien und Montenegro | als Serbien und Montenegro | als Serbien und Montenegro |
| 2010–2014        | als Kosovo                 | als Kosovo                 | als Kosovo                 | als Kosovo                 | als Kosovo                 |
| Pyeongchang 2018 | 1                          | 0                          | 0                          | 0                          | –                          |
| Peking 2022      | 2                          | 0                          | 0                          | 0                          | –                          |

### Medaillen nach Sportart
| Sportart | Gold | Silver | Bronze | Total |
| Judo     | 3    | 1      | 1      | 5     |